# 화평왕
화평왕(高昌 和平王)은 카라호자의 왕(550~555)이다. 이름은 알 수 없고, 연호인 화평(和平)을 따서 화평왕이라고 한다. 국현희의 아들이다. 아들 국보무가 뒤를 이었다.